# Чеслав (Сипович)
Че́слав Винце́тович Сипо́вич (бел. Часлаў Вінцэнтавіч Сіповіч; 8 декабря 1914 — 4 октября 1981) — епископ Белорусской грекокатолической церкви из ордена мариан, религиозный и общественный деятель, писатель, публицист, видный деятель белорусской диаспоры.

## Биография
Чеслав Сипович родился 8 декабря 1914 года в деревне Дзедзинцы около Браслава (Виленская губерния) в многодетной католической семье Винцука Сиповича и Ядвиги Тычки. Начальное образование получил в начальной школе в родных Дзедзинцах, а потом в Друе.
Учился в друйской гимназии при монастыре мариан и в виленском университете Стефана Батория. Продолжил обучение на теологическом факультете Папского Григорианского университета в Риме.
В 1933 году проходил новициат в ордене мариан. 16 июня 1940 года рукоположен в священники в ордене отцов-мариан. В декабре 1942 года защитил докторскую диссертацию в Папском Восточном институте.
После Второй мировой войны проживал в Лондоне, где принимал активное участие в религиозной и культурной жизни белорусской диаспоры Великобритании и Западной Европы. Инициатор создания англо-белорусского научного общества. Читал лекции по белорусской истории и культуре. Член редколлегии журнала «The Journal of Byelorussian Studies». Один из основателей Белорусской библиотеки и музея имени Франциска Скорины в Лондоне.
2 июля 1960 года назначен епископом, Сипович стал титулярным епископом Мариаммы. 4 августа того же года состоялась его епископская хиротония. Вместе с епископским назначением получил пост апостольского визитатора для белорусских грекокатоликов в эмиграции. В 1962—1965 годах принимал участие во всех четырёх сессиях Второго Ватиканского собора. В 1963 году избран главой конгрегации отцов-мариан, возглавлял орден вплоть до 1969 года.
Чеслав Сипович активно сотрудничал с белорусскими эмигрантскими периодическими изданиями («Беларус», «Бацькаўшчына», «Божым шляхам»), а также публиковал статьи, посвящённые белорусской истории и культуре в англоязычной печати. В периодической печати выступал под псевдонимами Василь Друя, А. Дзедзинка и др. Скончался в Лондоне в 1981 году. На посту апостольского визитатора белорусских грекокатоликов его сменил Владимир Тарасевич.